# Georg Schumacher (Politiker, 1803)
Georg Schumacher (* 3. September 1803 in Bremen; † 11. Juli 1877 ebenda) war ein deutscher Jurist und Bremer Senator.

## Biografie
Schumacher war der Sohn des Advokaten Heinrich Gerhard Schumacher (1763–1845) und seiner Frau Metta Lucia (1776–1818). Er war der Neffe von Bürgermeister Isak Hermann Albrecht Schumacher (1780–1853). Er war unverheiratet und wohnte Am Wall 55.
 
Er absolvierte seine Schulzeit in Bremen. 
Er studierte ab 1822 bzw. 1824 Rechtswissenschaften an der Universität Göttingen, ab 1823 an der Universität Heidelberg und er promoviert 1825 in Göttingen zum Dr. jur. 
Von 1837 bis 1847 war er als Nachfolger von Caspar von Lingen Bremer Senator. 1847 wurde er Mitglied des Richterkollegiums. Er war um ab 1841 Mitglied des Theatervereins und unterstützte den Bau des Bremer Stadttheaters von 1843 auf der Bischofsnadel-Bastion in den Bremer Wallanlagen.